# 蔣應辰
蔣應辰，浙江永嘉人，明朝政治人物、進士出身。

## 生平
洪武三年浙江庚戌乡试中举。洪武十八年，登二甲進士，官至臨川縣縣丞。他善于书法，以楷书为名。